# Kurucz Albert
Kurucz Albert (Konyár, 1925. január 16. – Leányfalu, 2002. február 16.) kántor tanító, néprajzkutató, a debreceni Tanítóképző Főiskola helyettes igazgatója (1963–1975), a szentendrei Szabadtéri Néprajzi Múzeum főigazgatója (1975–1986).

## Élete
Bihari, református parasztcsaládban született. Édesanyja Berkesz Eszter, édesapja Kurucz Imre földműves. Két fiútestvérével Konyáron nevelkedett. A Konyári Református Elemi Iskolában, majd a Derecskei Magyar Királyi Polgári Fiú-és Leányiskolában tanult. 1946-ban szerzett kántortanítói oklevelet a Debreceni Református Kollégiumban. 1946-1950 között Konyáron és Mikepércsen tanítóskodott. 1947. május 7-én feleségül vette Gulyás Irmát és tanító évei alatt együtt éltek a egykori iskola szolgálati lakásában Konyáron, mely épület 2009-től a Kurucz Albert falumúzeumnak ad otthont. Tanulmányait folytatva 1960-ban a debreceni Kossuth Lajos Tudományegyetemen néprajzos diplomát, 1963-ban pedig doktori címet szerzett. Disszertációja 1964-ben jelent meg Az észak-bihari szőlőművelés és borgazdálkodás címmel.

1950–63 között Debrecenben a városi, majd a megyei művelődési osztályvezető helyettese volt. Sokoldalú közművelődési munkát végzett, a kulturális ügyeket jó szervezőkészséggel támogatta, többek között pl. a Debreceni Könyvtár működését, vagy a debreceni Néprajzi Tanszék Műveltség és Hagyomány című periodikájának megjelentetését. 

1963–1975 között a debreceni Tanítóképző igazgatóhelyettese volt, itt tanított is. Közben a néprajz területét sem hagyta el, elnöke volt a TIT Hajdú-Bihar megyei szervezete Néprajzi Szakosztályának. 1975. szeptember 1. – 1986. augusztus 27. között a szentendrei Szabadtéri Néprajzi Múzeum főigazgatója volt.